# 阿尔博
阿尔博（法語：Arbot，法語發音：[aʁbo]）是法国上马恩省的一个市镇，属于朗格勒区。

## 地理
阿尔博（47°51'1"N, 5°0'34"E）面积13.15 平方千米，位于法国大東部大區上马恩省，该省份为法国东北部内陆省份，北起马恩省和默兹省，西接奥布省，西南接科多尔省，东南接上索恩省，东临孚日省。
与阿尔博接壤的市镇（或旧市镇、城区）包括：热尔迈讷、欧容河畔日耶、奥布河畔鲁夫尔、欧容河畔圣卢、比克瑟罗勒、奥布河畔欧努瓦、上科尔米耶。

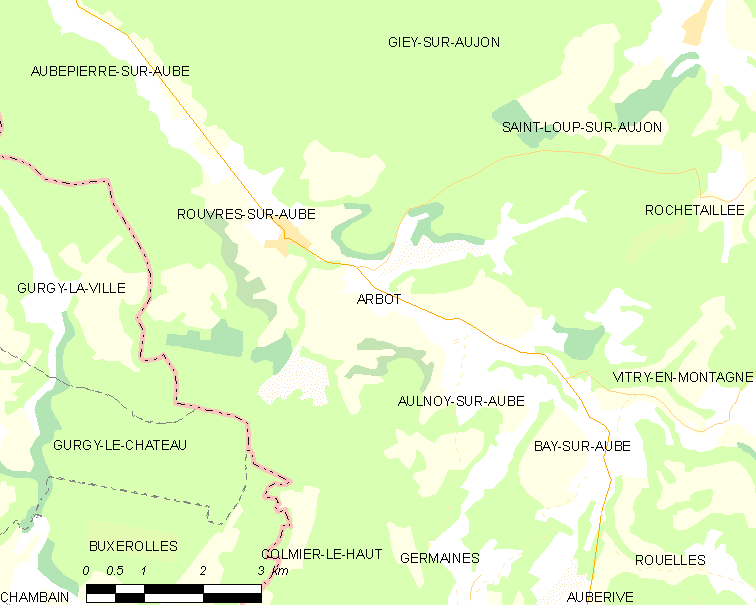
阿尔博的OSM定位图

阿尔博的时区为UTC+01:00、UTC+02:00（夏令时）。

## 行政
阿尔博的邮政编码为52160，INSEE市镇编码为52016。

## 政治
阿尔博所属的省级选区为维勒居西安勒拉克县。

## 人口

1962-2008年间阿尔博人口变化图示

阿尔博于2022年1月1日时的人口数量为64人。